# Grünbach (Ammer)
Der Grünbach oder Wühlbach, im Unterlauf ab Wielenbach bis zur Mündung in die Ammer Brunnenbach, ist ein rechter Zufluss der Ammer im oberbayerischen Landkreis Weilheim-Schongau.

## Geographie
Der Grünbach entspringt in der Nähe von Seeshaupt und bildet in seinem Lauf eine Diagonale von Südost nach Nordwest durch das Eberfinger Drumlinfeld. 

## Galerie

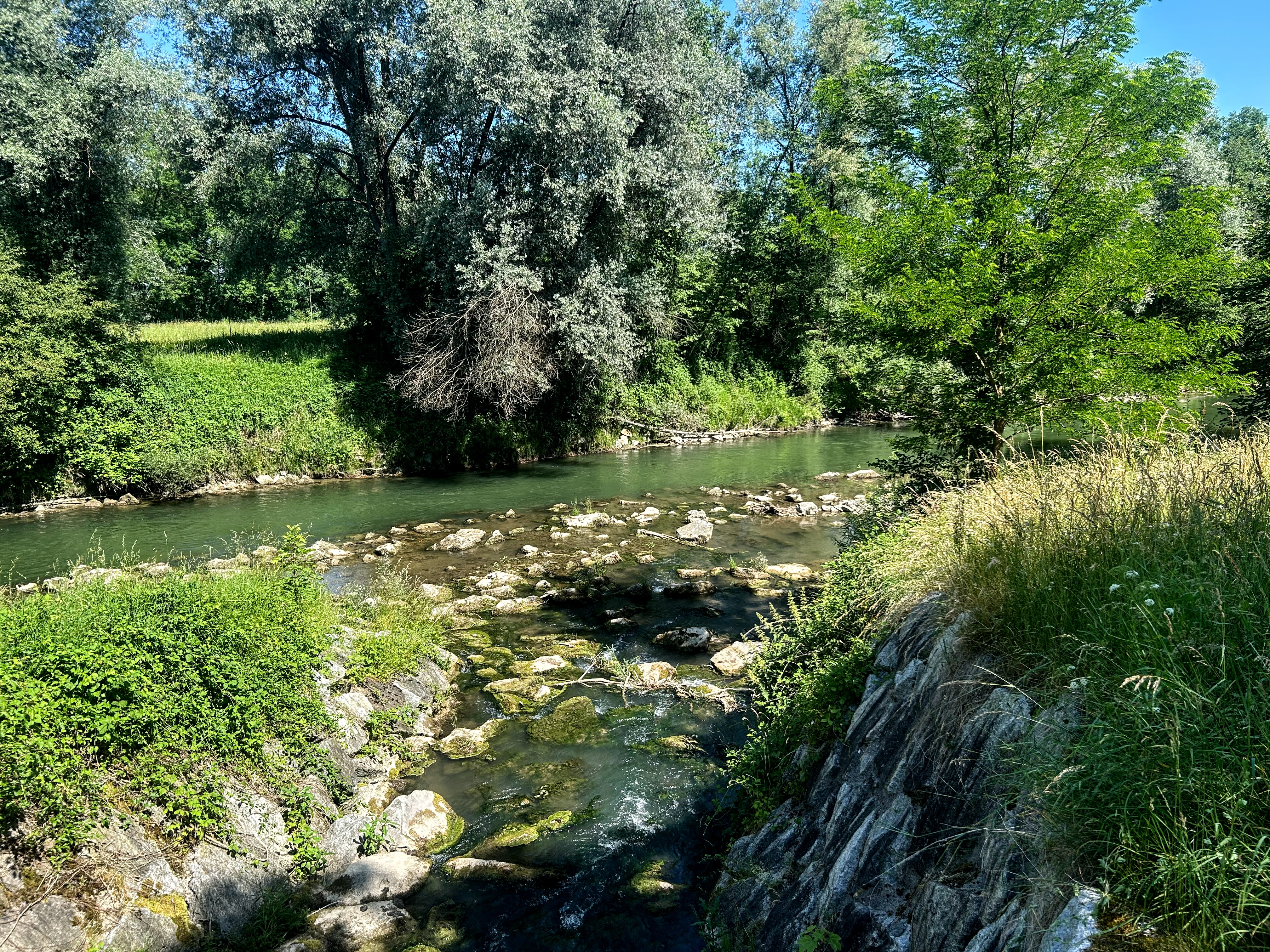
Mündung als Brunnenbach in die Ammer